# والرموزا
والرموزا (به ایتالیایی: Vallermosa) یک کومونه در ایتالیا است که در استان کالیاری واقع شده‌است.

## خصوصیات
والرموزا ۶۱٫۸ کیلومترمربع مساحت و ۱٬۹۹۵ نفر جمعیت دارد.

## خواهرخوانده
شهر Pedrola خواهرخواندهٔ والرموزا هست.